# Педагог (Древняя Греция)
Педаго́г (др.-греч. παιδαγωγός — «тот, кто ведёт (воспитывает) детей, детово́д», от παις, παιδός — «ребёнок, дитя» αγωγος — «ведущий») в Древней Греции — раб, уходу которого в афинских семействах поручались мальчики с семилетнего возраста. В обязанности педагога входила охрана воспитанника от физических и нравственных опасностей, а до поступления мальчика в гимнасий — и элементарное обучение грамоте. Педагог должен был сопровождать своего воспитанника в гимнасий и учебный класс и быть неотлучно при нём во время выходов из дома, под строжайшей ответственностью.
В педагоги избирали обычно таких рабов, которые не были пригодны ни для какой другой работы, но отличались верностью дому. Обычно это были иноземцы (фракийцы или азиаты), нередко дурно говорившие по-гречески. В конце римской республики обычай держать в семье педагога перешёл к римлянам, особенно для обучения греческому языку. Обязанности свои педагог нёс до вступления воспитанника в возраст зрелости, когда он надевал тогу (toga virilis). Были также педагоги-женщины, учительницы греческого языка при маленьких детях. Во времена империи «педагогами» назывались также рабы, учившие молодых купленных (или доморощенных) рабов всем обязанностям и приёмам рабской службы. Такие ученики-рабы (capillati) жили вместе в помещении, которое называлось paedagogium, под начальством педагога (учителей, субпедагогов и деканов); они назывались также pueri pedagogiani или paidagogia (отсюда фр. page — «паж»).